# Ióta

Ióta — majuskulní i minuskulní varianta

Ióta či jóta (majuskulní podoba Ι, minuskulní podoba ι, řecký název ιώτα, výslovnost [jɒ:ta]IPA) je deváté písmeno řecké abecedy a v systému řeckých číslovek má hodnotu 10. V řečtině staré i moderní se používala pro záznam hlásky [i]IPA, tedy pro zavřenou přední nezaokrouhlenou samohlásku. Jsou z ní odvozena písmena 'i' a 'j' v latince i písmena 'і', 'ї' a 'ј' v cyrilici.

## Výskyt v kultuře
- podle písmene ióta získala svoje jméno jotace
- slovo ióta je explicitně zmíněno v Bibli, ve verši Mt 5, 18 (Kral, ČEP) (ovšem míní se jím aramejské potažmo hebrejské písmeno jód[1]) a je překládáno opisem jako „nejmenší písmenko“ – v tomto významu bývá dnes také někdy používáno

## Reprezentace v počítači
V Unicode je podporována:
- majuskulní iota
  - U+0399 GREEK CAPITAL LETTER IOTA
- minuskulní iota
  - U+03B9 GREEK SMALL LETTER IOTA

V HTML je možné iotu zapsat pomocí Ι respektive ι. Lze ji také zapsat pomocí HTML entit
&Iota; respektive &iota;.
V LaTeXu se pro zápis majuskulní ioty používá písmeno I z latinky a minuskulní iota se píše příkazem \iota.